# 면목천
면목천(面牧川)은 서울특별시 중랑구 망우동 망우산에서 발원하여 동일로 면목교 부근에서 중랑천으로 흘러드는 중랑구의 하천이다. 면목로, 봉우재로, 면목천로가 교차하는 상봉시장앞 교차로부터 중랑천 합류부까지 1.9 km 구간만 지방하천으로 관리된다. 1992년에 복개된 면목천로 구간 등을 비롯하여, 발원지인 상류를 제외한 거의 대부분의 구간이 복개되어 도로나 주차장 등으로 이용되고 있다.